# Jervis Drummond
Jervis Éarlson Drummond Johnson (* 8. September 1976 in Puerto Limón) ist ein ehemaliger costa-ricanischer Fußballspieler.
Der Verteidiger spielte zeitlebens für Deportivo Saprissa, einem Verein der 1. Division in Costa Rica. 
Seine Nationalmannschaftskarriere begann 1998 in einem Länderspiel gegen Jamaika. Schon 2002 gehörte er zum WM-Kader, kam aber nicht zum Einsatz.
Sein Zwillingsbruder Gerald Drummond spielt ebenfalls bei Saprissa. Beide nahmen auch schon an der U-20 Weltmeisterschaft 1995 in Katar teil. 
Bei der Weltmeisterschaft 2006 gehörte er ebenfalls zum Aufgebot von Costa Rica.
Erfolge
- Costa-ricanischer Meister (8): 1997/98, 1998/99, 2003/04, 2005/06 bis 2009/10

| Personendaten    | Personendaten                    |
| ---------------- | -------------------------------- |
| NAME             | Drummond, Jervis                 |
| ALTERNATIVNAMEN  | Drummond Johnson, Jervis         |
| KURZBESCHREIBUNG | costa-ricanischer Fußballspieler |
| GEBURTSDATUM     | 8. September 1976                |